# Enrico Gerbò
Enrico Gerbò (Genova, 21 aprile 1952) è un allenatore di pallanuoto italiano.

## Carriera
Ex giocatore con un passato nella Rari Nantes Sori, dopo il ritiro ha allenato Pro Recco, Nervi e Imperia: di quest'ultima ha allenato a più riprese anche le formazioni giovanili, sia maschili sia femminili.

## Statistiche

### Carriera da allenatore
Statistiche aggiornate al 16 gennaio 2011.
| Stagione        | Squadra         | Campionato      | Campionato | Campionato | Campionato | Campionato | Coppe nazionali | Coppe nazionali | Coppe nazionali | Coppe nazionali | Coppe nazionali | Coppe continentali | Coppe continentali | Coppe continentali | Coppe continentali | Coppe continentali | Totale | Totale | Totale | Totale |
| Stagione        | Squadra         | Comp            | Pres       | Vit        | Par        | Sco        | Comp            | Pres            | Vit             | Par             | Sco             | Comp               | Pres               | Vit                | Par                | Sco                | Pres   | Vit    | Par    | Sco    |
| --------------- | --------------- | --------------- | ---------- | ---------- | ---------- | ---------- | --------------- | --------------- | --------------- | --------------- | --------------- | ------------------ | ------------------ | ------------------ | ------------------ | ------------------ | ------ | ------ | ------ | ------ |
| 2010-2011       | Imperia         | A1              | 12         | 0          | 1          | 11         | -               | -               | -               | -               | -               | -                  | -                  | -                  | -                  | -                  | -      | -      | -      | -      |
| Totale carriera | Totale carriera | Totale carriera | ?          | ?          | ?          | ?          | -               | -               | -               | -               | -               | -                  | -                  | -                  | -                  | -                  | -      | -      | -      | -      |